# Eva Chmelařová-Siblíková
Eva Chmelařová-Siblíková (7. června 1927 Hradec Králové – 16. března 2013 Přerov) byla česká výtvarná umělkyně – malířka, grafička, ilustrátorka, manželka výtvarníka Jana Chmelaře. Kromě malby, kresby a grafiky
se věnovala i tvorbě v oblasti užité grafiky, návrhům interiérů a keramiky.

## Život
Vystudovala nejprve Státní grafickou školu v Praze a poté u Aloise Fišárka i
Vysokou školu uměleckoprůmyslovou v Praze, kde se věnovala studiu malby a
tvorby gobelínů. Po sňatku s malířem Jan Chmelařem se natrvalo usadila v Přerově.
V roce 1997 větší část jejího díla nevratně poškodila velká povodeň v povodí řeky Moravy.